# Saint-Alban-Leysse
Saint-Alban-Leysse település Franciaországban, Savoie megyében. Lakosainak száma 6589 fő (2022. január 1.). Saint-Alban-Leysse Barberaz, Barby, Bassens, Chambéry, La Ravoire, Saint-Jean-d’Arvey, Sonnaz és Verel-Pragondran községekkel határos.

## Népesség
A település népessége az elmúlt években az alábbi módon változott:
| Lakosok száma | 5678 | 5687 | 6123 | 6007 | 6146 | 6285 | 6286 | 6429 | 6589 |
|               | 2013 | 2015 | 2016 | 2017 | 2018 | 2019 | 2020 | 2021 | 2022 |